# Christiaan Snouck Hurgronje
 (juillet 2023).
La mise en forme du texte ne suit pas les recommandations de Wikipédia : il faut le « wikifier ».
Les points d'amélioration suivants sont les cas les plus fréquents :
- Les titres sont pré-formatés par le logiciel. Ils ne sont ni en capitales, ni en gras.
- Le texte ne doit pas être écrit en capitales (les noms de famille non plus), ni en gras, ni en italique, ni en « petit »…
- Le gras n'est utilisé que pour surligner le titre de l'article dans l'introduction, une seule fois.
- L'italique est rarement utilisé : mots en langue étrangère, titres d'œuvres, noms de bateaux, etc.
- Les citations ne sont pas en italique mais en corps de texte normal. Elles sont entourées par des guillemets français : « et ».
- Les listes à puces sont à éviter, des paragraphes rédigés étant largement préférés. Les tableaux sont à réserver à la présentation de données structurées (résultats, etc.).
- Les appels de note de bas de page (petits chiffres en exposant, introduits par l'outil «  Source ») sont à placer entre la fin de phrase et le point final[comme ça].
- Les liens internes (vers d'autres articles de Wikipédia) sont à choisir avec parcimonie. Créez des liens vers des articles approfondissant le sujet. Les termes génériques sans rapport avec le sujet sont à éviter, ainsi que les répétitions de liens vers un même terme.
- Les liens externes sont à placer uniquement dans une section « Liens externes », à la fin de l'article. Ces liens sont à choisir avec parcimonie suivant les règles définies. Si un lien sert de source à l'article, son insertion dans le texte est à faire par les notes de bas de page.
- La présentation des références doit suivre les conventions bibliographiques. Il est recommandé d'utiliser les modèles {{Ouvrage}}, {{Chapitre}}, {{Article}}, {{Lien web}} et/ou {{Bibliographie}}. Le mode d'édition visuel peut mettre en forme automatiquement les références.
- Insérer une infobox (cadre d'informations à droite) n'est pas obligatoire pour parachever la mise en page.

Pour une aide détaillée, merci de consulter Aide:Wikification.
Si vous pensez que ces points ont été résolus, vous pouvez retirer ce bandeau et améliorer la mise en forme d'un autre article.
Christiaan Snouck Hurgronje né le 8 février 1857 à Oosterhout et mort le 26 juin 1936 à Leyde, est un orientaliste néerlandais.

## Biographie
Né à Oosterhout en 1857, il devint étudiant en théologie à l'Université de Leiden en 1874. Il obtint son doctorat à Leyde en 1880 avec sa thèse sur l'origine du pèlerinage de La Mecque sous la direction du Professeur De Goege qui sera son maître. Peu de temps après, il part à l'Université de Strasbourg, afin de travailler avec le Professeur Theodor Nöldeke pour y perfectionner son arabe et ses études d'araméen. Il est nommé chargé de cours à la Leiden School for Colonial Civil Servants en 1881 qu'il occupa jusqu'en 1887. Il se consacra à l'étude du fiqh, droit musulman, puis à la biographie du prophète de l'islam, Mohammed, à l'histoire de l'Islam et à l'Islam contemporain sous son aspect vécu.
Snouck, qui parlait couramment l'arabe, grâce à une médiation avec le gouverneur de l'ottoman à Jeddah, a été examiné par une délégation d'érudits de La Mecque en 1884 et, sur réussissant l'examen, fut autorisé à commencer un pèlerinage dans la ville sainte musulmane de La Mecque en 1885. Il fut l'un des premiers érudits occidentaux des cultures orientales à le faire.
Voyageur pionnier, il était une présence occidentale rare à La Mecque, mais il a embrassé la culture et la religion de ses hôtes avec passion, de sorte qu'il a réussi à donner aux gens l'impression qu'il s'était converti à l'islam. Il a admis qu'il prétendait être musulman comme il l'a expliqué dans une lettre envoyée à son ami de collège, Carl Bezold le 18 février 1886, qui est maintenant archivée dans la bibliothèque de l'Université de Heidelberg,. En 1888, il devient membre de l'Académie royale néerlandaise des arts et des sciences.
En 1889, il devint professeur de malais à l'université de Leiden et conseiller officiel du gouvernement néerlandais pour les affaires coloniales. Il a écrit plus de 1 400 articles sur la situation en Atjeh et la position de l'islam dans les Indes orientales néerlandaises, ainsi que sur la fonction publique coloniale et le nationalisme.
En tant que conseiller de J. B. van Heutsz, il a joué un rôle actif dans la dernière partie (1898-1905) de la guerre d'Aceh (1873-1914). Il a utilisé sa connaissance de la culture islamique pour concevoir des stratégies qui ont contribué de manière significative à écraser la résistance des habitants d'Aceh et à leur imposer la domination coloniale néerlandaise, mettant fin à une guerre de 40 ans avec des estimations de pertes variables entre 50 000 et 100 000 habitants morts et environ un million de blessés. . Son succès dans la guerre d'Aceh lui a valu une influence dans l'élaboration de la politique de l'administration coloniale dans le reste des Indes orientales néerlandaises, mais jugeant ses conseils insuffisamment mis en œuvre, il est retourné aux Pays-Bas en 1906. De retour aux Pays-Bas, Snouck poursuit une carrière universitaire couronnée de succès. 